# Małkocin

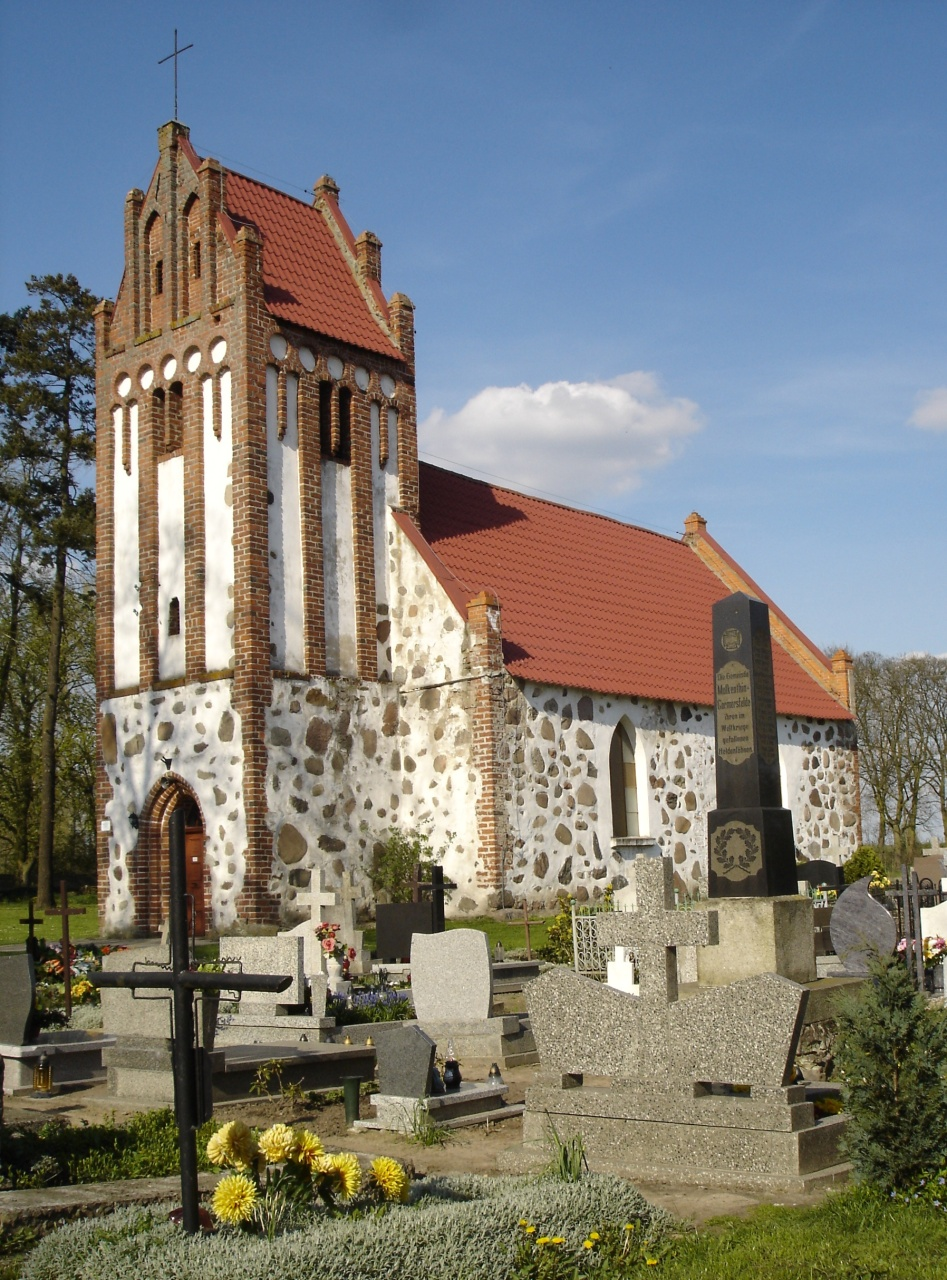
Dorfkirche

Małkocin (deutsch Mulkenthin) ist ein Dorf und Sitz eines Schulzenamtes in der Gemeinde Stargard (Stargard in Pommern) in der Woiwodschaft Westpommern in Polen.

## Geographische Lage
Das Kirchdorf liegt in Hinterpommern, etwa sieben km nördlich von Stargard und 29 km östlich der regionalen Metropole Stettin. Am Ort vorbei fließt ein Bach, der in die Ina (Ihna) mündet.

## Geschichte
In der Umgebung von Mulkenthin sind ausgedehnte Begräbnisfelder aus vorchristlicher Zeit gefunden worden, auf denen sich u. a. auch von großen Feldsteinen umkränzte Hünengräber befanden.
Die Ortschaft ist aus einem Rittergut hervorgegangen. Mulkenthin war von 1490 bis 1790 ein Lehen der Familie Weyher. Im Jahr 1820 fand in Mulkenthin die Regelung der gutsherrlichen und bäuerlichen Verhältnisse statt, in deren Rahmen die Bauern eigenes Land erhielten. Von 1867 bis 1945 befand sich das Gut im Besitz der Familie von Leoper.
Um 1930 hatte die Gemarkung der Gemeinde Mulkenthin eine Flächengröße von 9,3 km², und auf dem Gemeindegebiet, in dem insgesamt 54 Wohngebäude standen, gab es vier Wohnorte:
1. Mulkenthin
2. Müggenkrug
3. Schloß Hubertus
4. Seehof

Im Jahr 1925 wurden in der Gemeinde Mulkenthin 356 Einwohner gezählt, die auf 65 Wohnhäuser verteilt waren.
Bis 1945 gehörte Mulkenthin zum Landkreis Saatzig der Provinz Pommern.
Gegen Ende des Zweiten Weltkriegs wurde Mulkenthin Anfang März 1945 von der Sowjetarmee besetzt. Nach Kriegsende wurde die Ortschaft unter polnische Verwaltung gestellt. Mulkenthin wurde in Małkocin umbenannt. Die einheimische Bevölkerung wurde in der Folgezeit Opfer „wilder“ Vertreibung.
Małkocin hat heute etwa 470 Einwohner.

## Sehenswürdigkeiten
Die Kirche des Heiligen Josef aus dem 15. Jahrhundert wurde im 16. Jahrhundert niedergebrannt und erst 1854 wieder aufgebaut. Die Glocke stammt aus dem Jahr 1594. Die Malereien auf den Kirchenfenstern wurden 1888 und 1903 gefertigt.
Auf dem Friedhof Małkocins befindet sich ein Denkmal für gefallene deutsche Soldaten des Ersten Weltkrieges.
Das Herrenhaus Mulkenthin ist ein neoklassizistisches Herrenhaus inmitten eines Landschaftsparks.
An der Straße nach Warchlino (Groß Warchlin) wurde um 1900 der sogenannte Taubenturm errichtet.

## Persönlichkeiten
- Daniel Hartnack (1642–1708), deutscher evangelischer Theologe.